# Aloiampelos
Aloiampelos Klopper & Gideon F.Sm. – rodzaj roślin należący do rodziny złotogłowowatych (Asphodelaceae), obejmujący siedem gatunków występujących w Południowej Afryce. Gatunek Aloiampelos ciliaris, uprawiany jako roślina ozdobna, został introdukowany do Francji, Algierii, Maroka, na Wyspy Kanaryjskie, archipelag Juan Fernández oraz na wyspę Norfolk. 
Nazwa naukowa rodzaju została stworzona poprzez złożenie nazwy rodzaju aloes (Aloe) i greckiego słowa άμπελος (ampelos), oznaczającego pnącze. W języku angielskim rośliny te nazywane są zwyczajowo rambling, scrambling lub climbing aloes (wędrujący lub wspinający się aloes).

## Morfologia

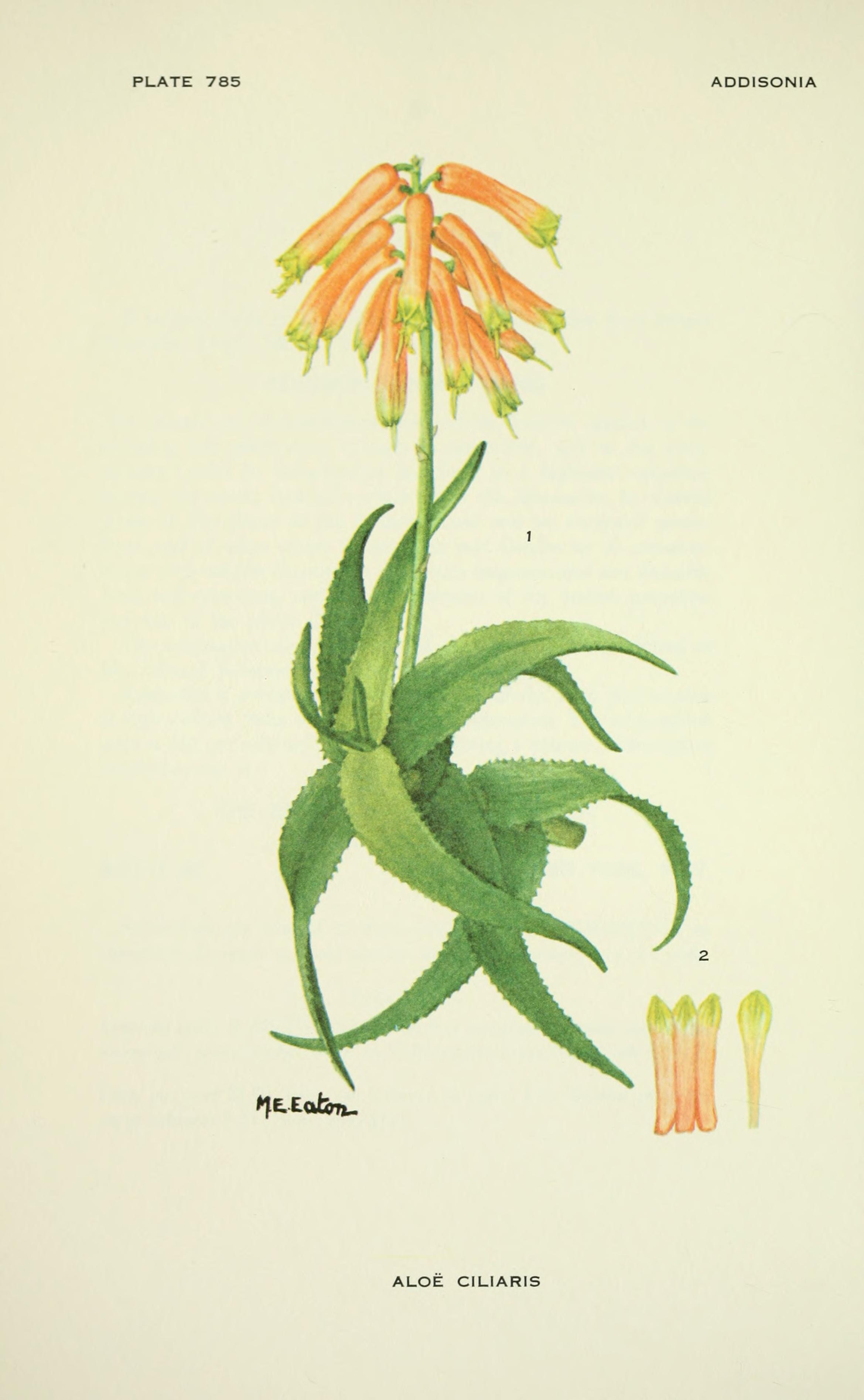
Aloiampelos ciliaris

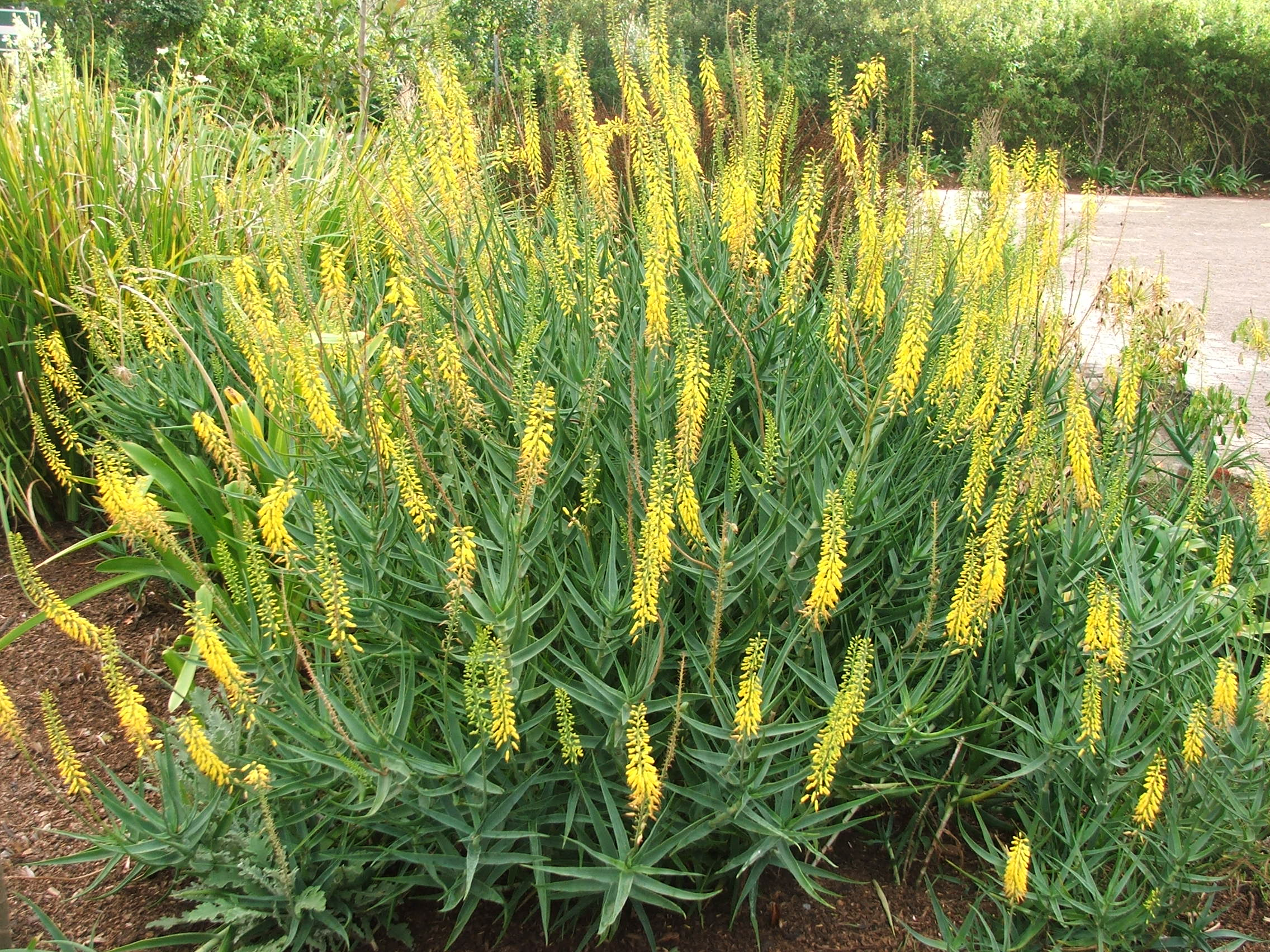
Aloiampelos tenuior

PokrójWieloletnie, krzewiaste lub pnące sukulenty, zielne lub półdrzewiaste.
LiścieUlistnienie skrętoległe. Liście oddzielone wyraźnymi międzywęźlami. Nasady liści przekształcone w pochwę liściową. Blaszki liściowe równowąsko-lancetowate, cienkie, płaskie, zwężające się do wierzchołka, o ząbkowanych do drobno ząbkowanych brzegach.
KwiatyKwiaty zebrane w prostą (rzadziej rozgałęzioną), boczną wiechę z luźnymi lub półgęstymi albo gęsto główkowatymi gronami. Kwiaty cylindryczne, lekko trójkątne na przekroju, czasami zgrubiałe lub zwężone pośrodku. Listki okwiatu mniej więcej złączone, żółte, pomarańczowe, czerwone lub zielonkawe. Pręciki i słupek proste, niekiedy wyrastające ponad okwiat. Nitki pręcików nagie.
OwoceTorebki.

## Biologia
ZapylenieKwiaty tych roślin są zapylane przez nektarniki.
Cechy fitochemiczneKorzenie zwykle zawierające chryzofanol i asfodelinę, rzadko aloechryzon. Brak wysięku z liści lub minimalny, zawierający flawonoidy jako flawony (izowiteksyna).
GenetykaLiczba chromosomów 2n = 14 (4n = 28 i 6n = 42).

## Systematyka
Rodzaj z podrodziny Asphodeloideae z rodziny złotogłowowatych (Asphodelaceae). Przed wyodrębnieniem do osobnego rodzaju rośliny te były zaliczane do rodzaju aloes (Aloe) Ser. Macrifoliae (Sect. Prolongatae).
Wykaz gatunków
- Aloiampelos ciliaris (Haw.) Klopper & Gideon F.Sm.
- Aloiampelos commixta (A.Berger) Klopper & Gideon F.Sm.
- Aloiampelos decumbens (Reynolds) Klopper & Gideon F.Sm.
- Aloiampelos gracilis (Haw.) Klopper & Gideon F.Sm.
- Aloiampelos juddii (van Jaarsv.) Klopper & Gideon F.Sm.
- Aloiampelos striatula (Haw.) Klopper & Gideon F.Sm.
- Aloiampelos tenuior (Haw.) Klopper & Gideon F.Sm.

## Zastosowanie
Aloiampelos ciliaris i A. tenuior są szeroko uprawiane jako rośliny ozdobne. Aloiampelos striatula jest często sadzona jako żywopłot lub ogrodzenie graniczne posiadłości lub wybiegów dla zwierząt, zwłaszcza w Lesotho.